# 葉連娜·利霍夫采娃

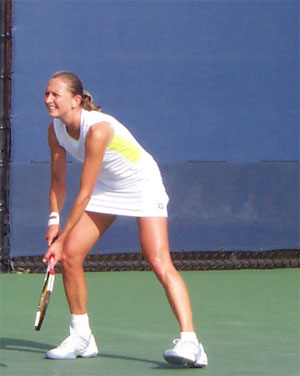
艾蓮娜·列歌芙絲法

叶连娜·亚历山德罗芙娜·列歌芙絲法（俄语：Елена Александровна Лиховцева，1975年9月8日—）在哈薩克斯坦前首都阿拉木圖出生；最高單打排名第十五位。
她在生涯中取得三個單打冠軍外，同時雙打亦有優異成績；在2005年的法國公開賽晉身女子單打四強是她的得意之作。

## 外部連結
- 葉連娜·利霍夫采娃的国际女子网球协会官方資料（英文）
- 葉連娜·利霍夫采娃的國際網球總會 職業／青少年 官方資料（英文）
- Fed Cup - Player profile - Elena LIKHOVTSEVA (RUS) （页面存档备份，存于）